# Pycnonotus blanfordi
Pycnonotus blanfordi е вид птица от семейство Pycnonotidae.

## Разпространение
Видът е разпространен във Виетнам, Камбоджа, Лаос, Малайзия, Мианмар и Тайланд.